# Lilya Brik
Lilya Yuryevna Brik (Moscou, 11 de novembro de 1891 - Peredelkino, 4 de agosto de 1978) foi uma intelectual russa, conhecida principalmente por ter sido o grande amor e a musa de Vladimir Maiakovski. Foi casada com o poeta, editor e crítico literário Osip Brik (1888–1945). Seu sobrenome de solteira era Kagan, e era irmã da também escritora Elsa Triolet, que foi quem a apresentou a Maiakovski. Foi uma paixão fulminante, e o poeta se mudou para a casa dos Brik. Formou-se um trio não convencional, que durou de 1917 a 1923.
Maiakovski escreveu para Lilya o livro Sobre Isto (1922), em que "isto" era o amor. Fez para ela um anel com as letras Л Б ю repetidas em toda a volta, considerado um "poema concreto", pois as letras leem-se como "liubliú", que significa "eu te amo", repetido ad infinitum - além de serem as letras iniciais dos três nomes de Lilya.
Depois que Maiakovski se matou, com um tiro no coração, em 14 de abril de 1930, Lilya se divorciou de Osip e casou-se com o general Vitali Primakov. Ambos se dedicam a divulgar a obra de Vladimir Maiakovski. Primakov e Lilya foram presos em 1936, acusados de ser trotskistas. O general foi executado em 1937 e Lilya foi poupada, por ordem de Stalin. Em 1957, Primakov foi reabilitado.
Em 1938, Lilya se casou com o escritor Vasily Abgarovich Katanyan, um casamento que durou 40 anos. 
Ela se matou aos 87 anos, sabendo que tinha uma doença terminal. Além de filmes e livros, sua obra inclui esculturas. 

## Obra

### Filmes
- Еврей и земля (Os Judeus e a Terra) - 1926. Documentário produzido após visitar os colcozes judeus na Crimeia. Roteiro de Maiakivski e Victor Shklovsky.
- Стеклянный глаз (O Olho de Vidro) - 1928-1929, uma paródia do "cinema burguês".

### Livros
- Щен (O filhote)
- С Маяковским (com Maiakovski)
- Пристрастные рассказы (Estórias Apaixonadas)
- Cartas de Lilya e Elsa, 1920–1970